# CRW
CRW – spadochronowa konkurencja sportowa, łączenie się w zespoły, formacje na czaszach (Canopy Relative Work – CRW) lub obecnie stosowany skrót CF (Canopy Formation).

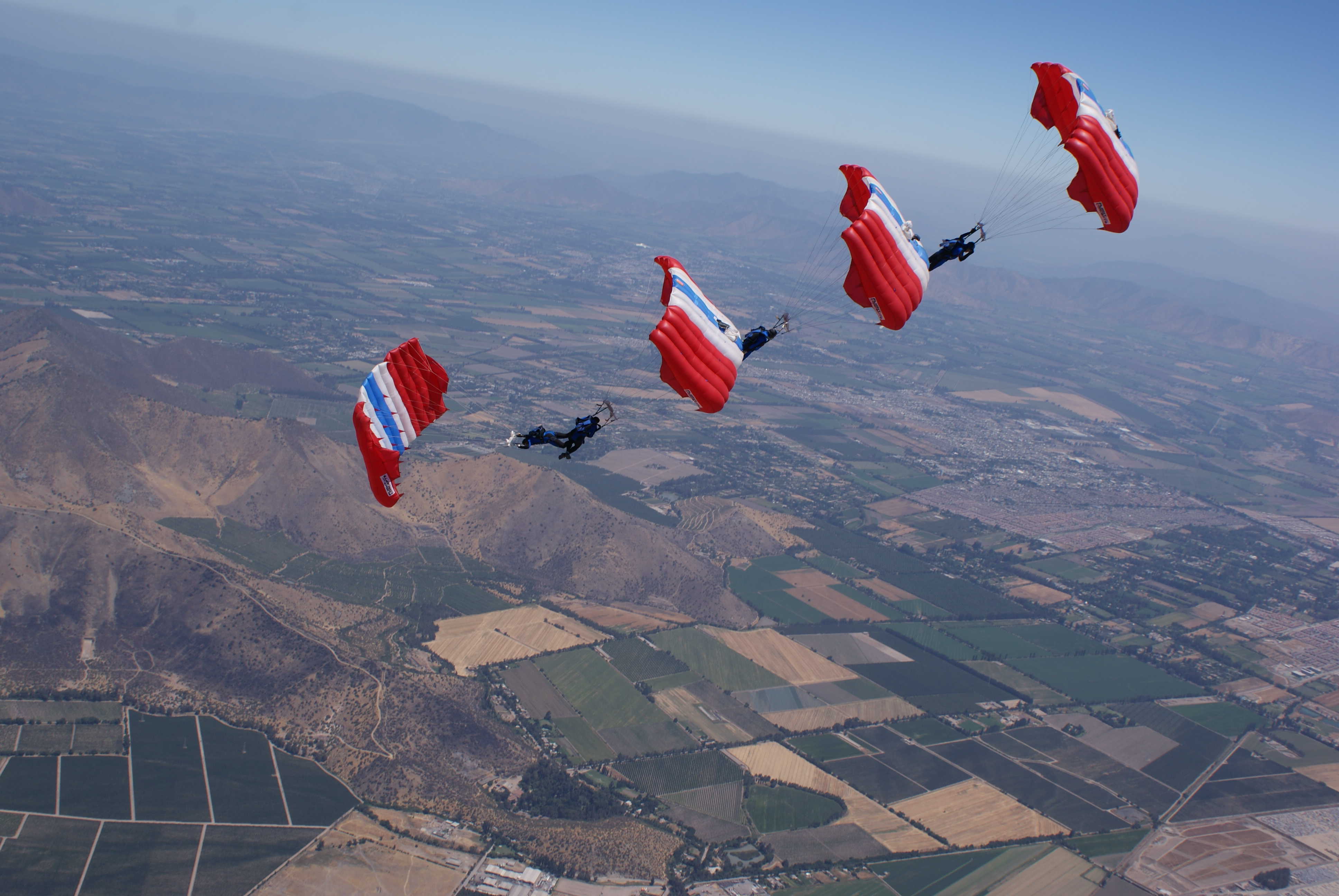

Akrobacja zespołowa na otwartych spadochronach szybujących.
Na dyscyplinę składają się następujące konkurencje:
- 2-osobowa konkurencja sekwencyjna,
- 2-osobowa konkurencja rotacyjna,
- 4-osobowa konkurencja rotacyjna,
- 4-osobowa konkurencja sekwencyjna,
- 8-osobowa formacja szybka.

Zadaniem zespołu jest zbudowanie prawidłowo jak największej liczby kolejnych figur i sekwencji (na otwartych czaszach spadochronów), połączonych odpowiednimi przejściami wybranych z puli figur i sekwencji nakazanych, w wyznaczonym czasie pracy.
- 11 czerwca 2011 roku na lądowisku w Chrcynnie ustanowiony został nowy rekord Polski CF 11 Way (formacja 11. osobowa) poprzedni z 1991 roku był  9. osobowy[1].
- 31 sierpnia-2 września 2012 roku  na lotnisku Lublin-Radawiec, Aeroklubu Lubelskiego odbyły się I Mistrzostwa Polski CF. Zwyciężyła drużyna Aeroklubu Warszawskiego/MMS/ZPS Oddział I Warszawa (Marcin „Bączek” Bąk, Michał „Balon” Balonis, Szymon „Simon” Chełmicki). Na kolejnych miejscach sklasyfikowano ekipy: Aeroklub Lubelski; Aeroklub Warszawski/ZPS Oddział I Warszawa; Aeroklub Warszawski/GRS/ZPS Oddział I Warszawa; Aeroklub Lubelski/ZPS Oddział XXII Lublin[2].
- 29 sierpnia-1 września 2013 roku na lotnisku Lublin-Radawiec, odbyły się II Mistrzostwa Polski CF. Zwyciężyła drużyna Skydive Warszawa w składzie: Marcin Bąk, Michał Balonis oraz Artur Ceran. Drugie miejsce wywalczyła drużyna Odpady Warszawa w składzie: Jarosław Zwierzyński, Janusz Białowąs i Maciej Gago, a trzecie Tygryski Lublin w składzie: Paweł Michalski, Mirosław Skrzypiec i Piotr Czubak[3].
- 28-31 sierpnia 2014 roku na lotnisku Lublin-Radawiec, odbyły się III Mistrzostwa Polski CF. Zwyciężyła drużyna CF Polska (drużyna złożona z zawodników Aeroklubu Warszawskiego i Aeroklubu Lubelskiego: Michał Balonis, Marcin Bąk, Paweł Michalski). Drugie miejsce wywalczyła drużyna ZPS Warszawa/Aeroklub Lubelski (drużyna składała się z zawodników Aeroklubu Warszawskiego i Aeroklubu Lubelskiego: Szymon Chełmicki, Maciej Gago, Piotr Czubak), a trzecie Sky Magic (zawodnicy Aeroklubu Warszawskiego: Grzegorz Sujkowski, Sebastian Ryżko, Janusz Białowąs)[4].